# سریتو (سانتاندر)
سریتو (انگلیسی: Cerrito, Santander)  یک منطقه مسکونی در کشور کلمبیا است.